# Mireille Parfaite Gaha
Mireille Parfaite Gaha est une athlète ivoirienne, spécialiste du sprint (100 m, 200 m, et relais 4 × 100 m). Elle est née le 18 décembre 1994.

## Carrière
Le palmarès international de Mireille Parfaite Gaha est principalement constitué de médailles en relais 4 x 100 m : bronze aux championnats d'Afrique 2012 puis argent en 2014, et médaille d'or aux Jeux de la Francophonie 2017, à Abidjan. Au cours de ces Jeux, elle termine également quatrième du 200 m.
Elle s'est entraînée au Limoges Athlé jusqu'en 2013. Elle est désormais au CA Montreuil 93.

## Palmarès
| Date | Compétition             | Lieu       | Résultat | Épreuve   | Temps   |
| ---- | ----------------------- | ---------- | -------- | --------- | ------- |
| 2012 | Championnats d'Afrique  | Porto Novo | 3e       | 4 x 100 m | 45 s 29 |
| 2014 | Championnats d'Afrique  | Marrakech  | 2e       | 4 x 100 m | 43 s 99 |
| 2017 | Jeux de la Francophonie | Abidjan    | 1re      | 4 x 100 m | 44 s 22 |
| 2017 | Jeux de la Francophonie | Abidjan    | 4e       | 200 m     | 24 s 25 |